# Arhodeoporus gracilipes
Arhodeoporus gracilipes är en kvalsterart som först beskrevs av Édouard Louis Trouessart 1889.  Arhodeoporus gracilipes ingår i släktet Arhodeoporus och familjen Halacaridae. Arten är reproducerande i Sverige. Inga underarter finns listade i Catalogue of Life.